# Prima dama di corte
Prima dama di corte o capo dama di corte è o era il titolo della dama di compagnia più anziana nelle corti d'Austria, Danimarca, Norvegia, Paesi Bassi, Svezia, Russia imperiale e nelle corti principesche, reali e imperiali tedesche.

## Prime dame di corte d'Austria

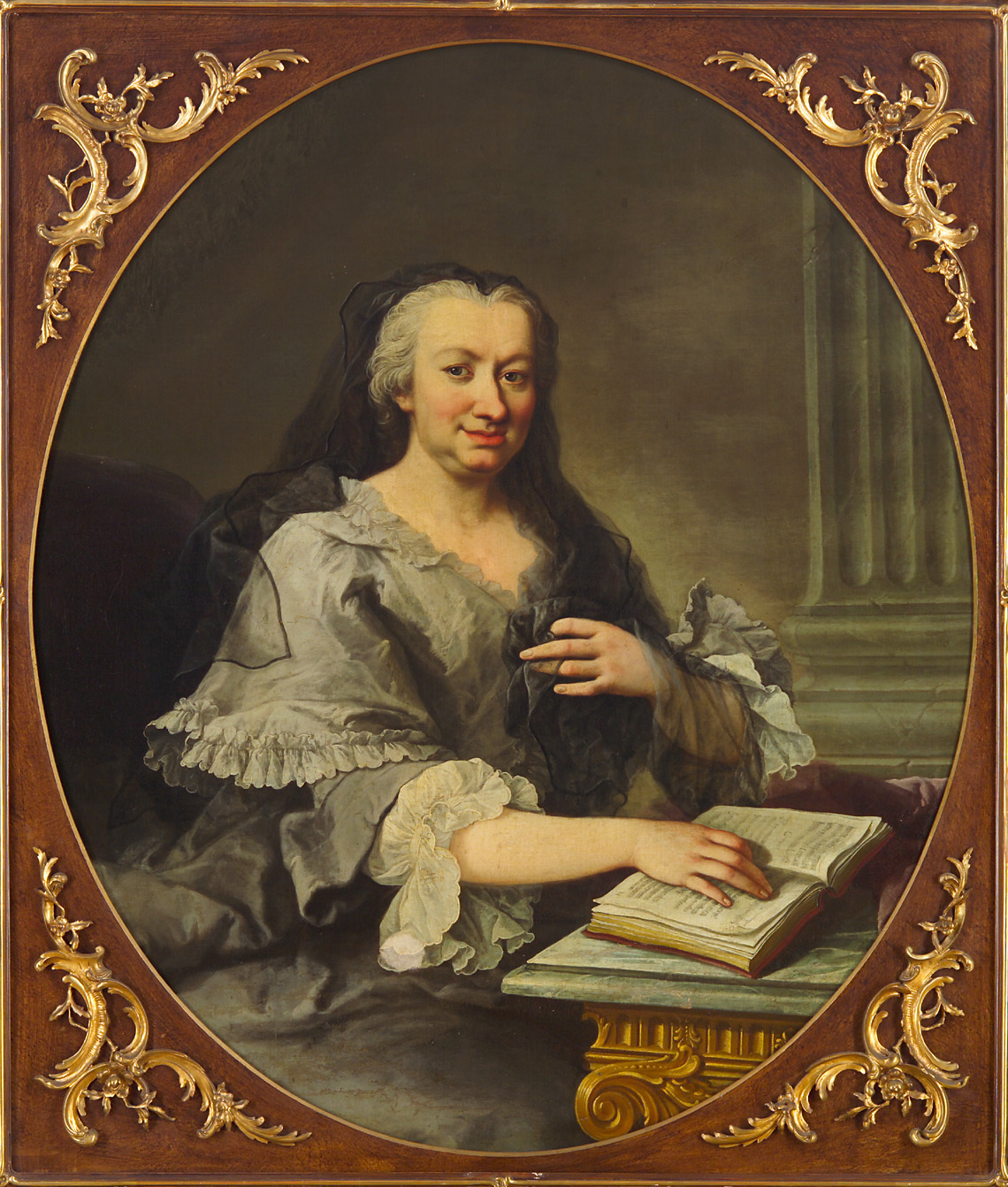
Marie Karoline von Fuchs-Mollard

Nel 1619, venne finalmente istituita un'organizzazione fissa per la corte imperiale austriaca che divenne l'organizzazione caratteristica della corte austro-asburgica, mantenuta grosso modo da questo punto in poi. Il primo grado delle cortigiane era l'Obersthofmeisterin, che era il secondo in grado dopo l'imperatrice stessa, e responsabile di tutte le cortigiane. Ogni volta che era assente, veniva sostituita dalla Fräuleinhofmeisterin, normalmente responsabile delle cortigiane nubili, della loro condotta e del loro servizio.

### Anna del Tirolo, 1608–1618
- 1611–1618: Freiin Katharina v. Kollowrath-L

### Eleonora Gonzaga, 1622–1658
- 1621–1624: Gräfin Maria Anna von Portia
- 1624–1637: Gräfin Ursula von Attems
- 1637–1644: Freiin Margarita von Herberstein
- 1647–1647: Gräfin Ottavia Strozzi
- 1652–1655: Freiin Anna Eleonora contro Metternich

### Maria Anna di Spagna, 1631–1646
- 1630–1638: Vittoria di Toledo y Colonna
- 1643–1646: Marchesa de Flores Dávila

### Maria Leopoldina d'Austria, 1648–1649
- 1648–1649: Gräfin Anna Eleonora von Wolkenstein 1648–1649

### Eleonora Gonzaga, 1651–1686
- 1651–1658: Gräfin Maria Elisabetta von Wagensperg

### Maria Teresa d'Austria, 1740–1780
- 1740–1754: Gräfin Marie Karoline von Fuchs-Mollard

### Elisabetta di Baviera, 1854–1898
- 1854–1862: Gräfin Sophie Esterházy
- 1862–: Gräfin Paolina von Königsegg
- Maria Welser, Gräfin von Welsersheimb Freiin zu Gumpenstein

## Prime dame di corte della Danimarca

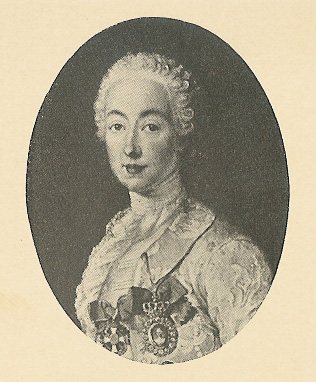
Louise von Plessen

La corte danese dell'inizio dell'età moderna fu organizzata secondo il modello della corte tedesca, a sua volta ispirato dal modello della corte imperiale austriaca, a partire dal XVI secolo.
La cortigiana di rango più alto per una donna reale era la hofmesterinde (prima dama di corte) dal 1694/1698 in poi chiamata Overhofmesterinde (capo dama di corte), equivalente alla Mistress od the Robes inglese, normalmente una vedova anziana, che supervisionava il resto delle dame di compagnia.
La principessa Anna di Danimarca sposò Giacomo VI di Scozia nel 1589, e Fru Ide Ulfstand fu nominata hoffmesterinde della sua nuova corte. In Scozia, Margaret Stewart, Mistress of Ochiltree sembra aver svolto il ruolo.
Quando l'ufficio era vacante, i compiti venivano assunti dal secondo in comando, il kammarfrøken. Ciò avvenne anche quando l'ufficio di hofmesterinde della regina rimase vacante nel 1808-1823 e nel 1839-1945, e fu gestito rispettivamente da Friederiche Amalie Marie Hedevig von der Manfe e Marie Ernestine Wilhelmine von Walterstorf.

### Cristina di Sassonia, 1481–1513
- 1490–1496: Sidsel Lunge
- 1503–1516: Anna Meinstrup

### Isabella d'Austria, 1515–1523
- 1516–1517: Anna Meinstrup
- 1517–1523: Sigbrit Willoms

### Sofia di Pomerania, 1523–1533
- 1526–1533: Anna Meinstrup

### Dorotea di Sassonia-Lauenburg, 1534–1571
- 1557–1558: Fru Kirstine[5]
- 1558–: Anne Albertsdatter Glob-Urne[6]

### Sofia di Meclemburgo-Güstrow, 1572–1631
- 1572–1584: Inger Oxe
- 1584–1592: Beata Clausdatter Bille

### Anna Caterina di Brandeburgo, 1597–1612
- 1597–1612: Beata Huitfeldt

### Sofia Amalia di Brunswick-Lüneburg, 1648–1685
- Lucie di Løschebrand
- 1657–1685: Maria Elisabetta von Haxthausen

### Carlotta Amalia d'Assia-Kassel, 1670–1714
- 1677–1692: Giuliana Elisabetta von Uffeln
- 1695–1705: Dorotea Giustina Haxthausen[7]
- 1705–1707: Sofia Dorotea von Schack von Marschalck
- Luisa Carlotta di Schlaberndorf

### Luisa di Meclemburgo-Güstrow, 1699–1721
- 1699–1716: Abele Caterina Buchwald

### Anna Sofia Reventlow, 1721–1743
- Fru von Grabow[8]

### Sofia Maddalena di Brandeburgo-Kulmbach, 1721–1770
- Beata Enrichetta di Reuss-Lobenstein

### Luisa di Gran Bretagna, 1746–1751
- 1746–1751: Cristiana Enrichetta Luisa Juel (primo mandato)

### Giuliana Maria di Brunswick-Lüneburg, 1752–1796
- 1752–1754: Cristiana Enrichetta Luisa Juel (secondo mandato)
- 1757–1767: Karen Huitfeldt
- 1772–1784: Margrethe von der Lühe
- 1784–1793: Sofia Luisa Holck-Winterfeldt

### Carolina Matilde di Gran Bretagna, 1766–1775
- 1766–1768: Louise von Plessen
- 1768–1768: Anne Sofie von Berckentin
- 1768–1770: Margrethe von der Lühe
- 1770–1772: Carlotta Elisabetta Henrietta Holstein
- 1772–1775: Caterina Carlotta von der Horst

### Maria d'Assia-Kassel, 1808–1852
- 1808–1823: Vacante
- 1823–1839: Lucia Carlotta Sehestedt Juul
- 1839–1852: Vacante

### Carolina Amalia di Augustenburg, 1839–1881
- 1839–1845: Vacante
- 1845–1859: Ingeborg Christiane Rosenørn

### Luisa d'Assia-Kassel, 1863–1898
- 1864–1876: Ida Marie Bille
- 1876–1888: Julia Adelaide Harriet Raben-Levetzau
- 1888–1898: Louise Bille-Brahe (primo mandato)

### Luisa di Svezia, 1906–1926
- 1906-1910: Louise Bille-Brahe (secondo mandato)

### Alessandrina di Meclemburgo-Schwerin, 1912–1952
- 1912-1935: Louise Grevenkop-Castenskiold
- 1935–1952: Inger Wedell

## Prime dame di corte della Germania
Le dame di compagnia esistevano nel Sacro Romano Impero sin dall'Alto Medioevo. La carica di Obersthofmeisterin, o solo hofmeisterin, esisteva anche nelle corti imperiali (e in seguito reali e principesche) tedesche.
Il modello di corte tedesco a sua volta divenne il modello di riferimento delle prime corti scandinave moderne di Danimarca e Svezia.

### Sofia Luisa di Meclemburgo-Schwerin, 1708–1713
- Contessa von Wittgenstein Valendar[9]

### Sofia Dorotea di Hannover, 1713–1757
- Sofia von Kameke
- Susanna Magdalena Finck von Finckenstein[10]

### Elisabetta Cristina di Brunswick-Wolfenbüttel-Bevern, 1740–1797
- 1740–1742: Christiane von Katsch (stesso incarico con la principessa ereditaria dal 1733)
- 1742–1766: Sofia Carolina von Camas
- 1766–1797: Carlotta Albertina von Kannenberg[11]

### Federica Luisa d'Assia-Darmstadt, 1786–1805
- Vacante

### Luisa di Meclemburgo-Strelitz, 1797–1810
- 1797–1810: Sofia Maria von Voß (stessa posizione con la principessa ereditaria dal 1793)[12]

### Elisabetta Ludovica di Baviera, 1840–1873
- Guglielmina van Reede-Ginkel

### Augusta di Sassonia-Weimar-Eisenach, 1861–1891
- Gabriele von Bülow

### Augusta Vittoria di Schleswig-Holstein, 1888–1918
- Teresa von Brockdorff

## Prime dame di corte dei Paesi Bassi
Nel XVI secolo, la principale dama di compagnia delle corti dei governatori asburgici dei Paesi Bassi, Margherita d'Austria e Maria d'Ungheria (governatrice dei Paesi Bassi), era chiamata hofmesterees (prima dama di corte) o dame d'honneur.
La principale carica femminile nella corte reale del Regno dei Paesi Bassi nel XIX secolo era chiamata Grootmeesteres ('Gran Maestra').

### Guglielmina di Prussia, 1815–1837
- 1818–1824: Agneta Margaretha Catharina Fagel-Boreel
- 1823–1837: Sofia Guglielmina baronessa van Heeckeren van Kell (1772–1847)

### Anna Pavlovna di Russia, 1840–1865
- 1840–1844: Sofia Guglielmina baronessa van Heeckeren van Kell (1772–1847)
- 1844–1850: Rose Amour Caroline Aya Gislène(Zézette) Falck, geb. baronessa De Roisin (1792-1850)
- 1850–1852: Johanna Philippina Hermanna baronessa van Knobelsdorff (1772–1860)

### Sofia di Württemberg, 1849–1877
- 1849–1858: Anna Maria Margaretha Deutz van Assendelft – Rendorp (1797–1858)
- 1858–1878: Alida van der Oudermeulen baroni van Wickevoort Crommelin (1806–1883)

### Emma di Waldeck e Pyrmont, 1879–1934
- 1879–1894: Leopoldina Maria gravin van Limburg Stirum (1817–1894)
- 1894-1909: Guglielmina Elisabetta Carlotta gravin Van Lynden van Sandenburg (1869-1930)

### Guglielmina dei Paesi Bassi, 1890–1962
- 1909-1938: Agneta Hendrika Groeninx van Zoelen-Van de Poll (1857-1933)
- 1924-1938: Gerarda Cornelia barones van Nagell (1878-1946)
- 1938–1954: Cornelie Marie, baronessa van Tuyll van Serooskerken

### Giuliana dei Paesi Bassi, 1948–2004
- 1954–1957: Adolphine Agneta barone Van Heeckeren van Molecaten-Groeninx van Zoelen (1885–1967)

## Prime dame di corte della Norvegia
Durante l'unione di Svezia e Norvegia nel 1814-1905, Svezia e Norvegia condividevano la stessa famiglia reale. A quel tempo, c'erano due capo dama di corte per la stessa regina: una come Regina di Svezia alla corte reale svedese quando viveva in Svezia, e una capo dama di corte separata come Regina di Norvegia alla corte reale norvegese, che ricoprì il suo incarico durante le visite della famiglia reale svedese-norvegese in Norvegia.
Attualmente, in Norvegia, l'overhoffmesterinne svolge il ruolo di vice ospitante presso la corte reale norvegese quando la regina e gli altri membri femminili della famiglia reale sono assenti.

### Edvige Elisabetta Carlotta di Holstein-Gottorp, 1814–1818
- 1817–1818: Karen Wedel-Jarlsberg

### Désirée Clary, 1823–1861
- 1825–1844: Karen Wedel-Jarlsberg

### Giuseppina di Leuchtenberg, 1844–1876
- 1844–1845: Karen Wedel-Jarlsberg
- 1846–1859: Fanny Løvenskiold

### Luisa dei Paesi Bassi, 1859–1871
- 1859–1871: Giuliana Caterina Guglielmina Wedel Jarlsberg

### Sofia di Nassau, 1872–1905
- 1873–1887: Alette Due
- 1887–1905: Elise Løvenskiold

### Maud del Galles, 1905–1938
- 1906-1925: Maria Maddalena Rustad
- 1925–1927: Emma Stang
- 1927–1938: Borghild Anker

### Nessuna regina
- 1938–1955: Borghild Anker
- 1958–1985: Else Werring
- 1985–1991: Ingegjerd Stuart

### Sonja di Norvegia, 1991–in carica
- 1991–in carica: Ingegjerd Stuart

## Prime dame di corte della Russia
Nel 1722, la corte imperiale russa fu riorganizzata in conformità con le riforme di Pietro il Grande per occidentalizzare la Russia, e i vecchi uffici di corte della zarina furono sostituiti con uffici di corte ispirati al modello tedesco. Di conseguenza, la nuova dama di compagnia principale dell'imperatrice russa fu nominata Ober-Hofmeisterin.

### Caterina I di Russia, 1713–1725
- Matrëna Balk
- Agrippina Petrovna Volkonskaja
- 1727-1727: Varvara Michajlovna Arsen'eva[16]

### Anna di Russia, 1730–1740
- 1730-1740: Tatyana Borisovna Golitsyna, sposa di Michail Michajlovič Golicyn (feldmaresciallo)[16]

### Elisabetta di Russia, 1741–1762
- 1741-1750: Tatyana Borisovna Golitsyna, sposa di Michail Michajlovič Golicyn (feldmaresciallo)[16]
- 1760-1762: Anna Karlovna Skavronskaja[16]

### Caterina II di Russia, 1762–1796
- 1762-1775: Anna Karlovna Skavronskaja[16]
- 1776-1788: Marija Andreevna Matveeva[16]

### Marija Fёdorovna (Sophie Dorothea di Württemberg), 1796–1828
- 1796-1804: Anna Matyushkina[16]

### Elizaveta Alekseevna (Luisa di Baden), 1801–1826
- 1823-1825: Aleksandra von Engelhardt[16]

### Aleksandra Fёdorovna (Carlotta di Prussia), 1825–1860
- 1825-1838: Aleksandra von Engelhardt

### Maria Aleksandrovna (Maria d'Assia e del Reno), 1855–1880
- 1855–1863: Ekaterina Saltykov (in carica dal 1840)

### Marija Fëdorovna (Dagmar di Danimarca), 1881-1917
- 1881–1881: Principessa Julia Kurakina (in carica dal 1866)
- 1881–1888: Principessa Hélene Kotchoubey
- 1888–1906: Contessa Anna Stroganoff

### Aleksandra Fëdorovna Romanova (Alice d'Assia), 1894–1917
- 1894–1910: Maria Golitzina
- 1910-1917: Elizaveta Narishkina

## Prime dame di corte della Svezia

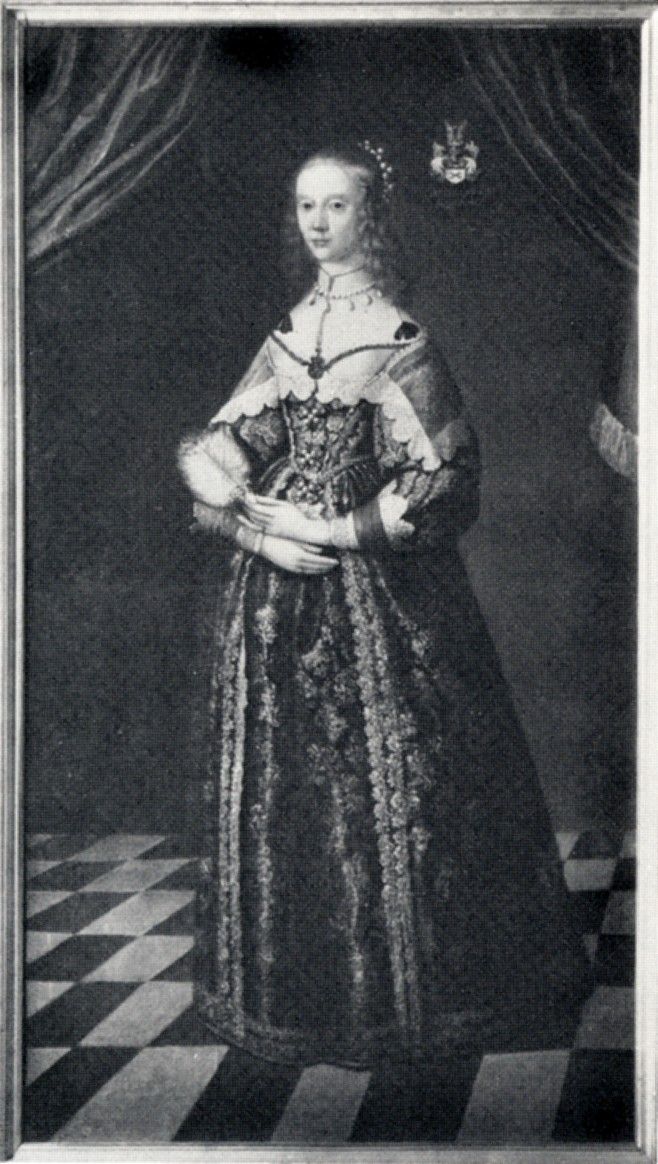
Maria Sofia De la Gardie

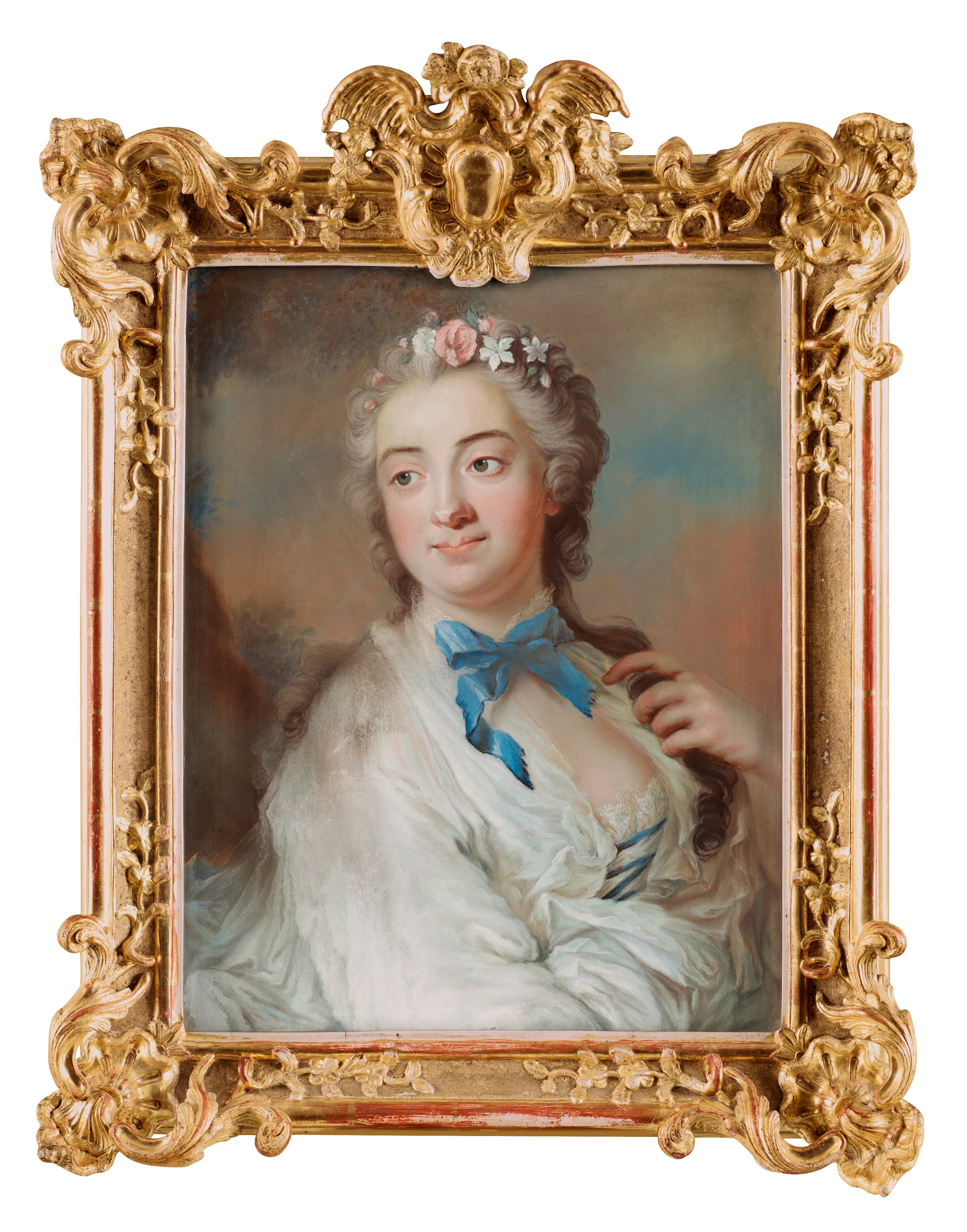
Charlotta Fredrika Sparre

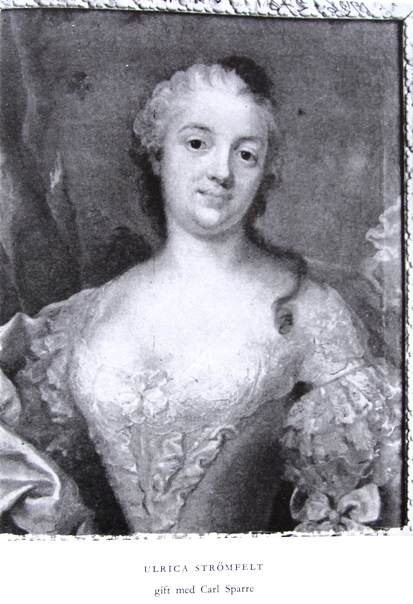
Ulrica Strömfelt

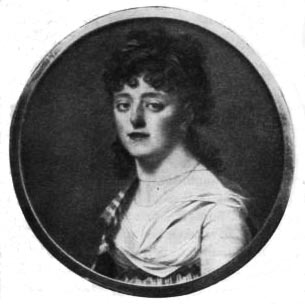
Charlotta Aurora De Geer

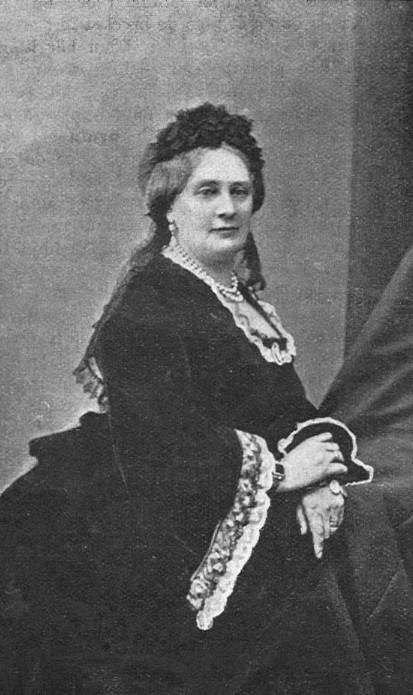
Wilhelmina Bonde

In Svezia, la capo dama di corte è il secondo funzionario di grado più alto della famiglia reale, preceduto solo dal Marshal of the Realm. È immediatamente al di sotto dei membri della famiglia reale, del presidente del Parlamento e del primo ministro, e ha la precedenza sugli ex presidenti del Parlamento e sugli ex primi ministri. La titolare è Kirstine von Blixen-Finecke, in carica dal 2016.
Il titolo e la posizione sono cambiati nel tempo. Prima del regno della regina Cristina (1632–1654), il titolo era generalmente indicato come hovmästarinna (maestra di corte), ma durante e dopo il regno di Cristina, divenne consuetudine avere due di queste maestre di corte subordinate a una överhovmästarinna (capo dama di corte). Solo la regina e la regina vedova avevano una capo dama di corte chiamata överhovmästarinna, mentre l'equivalente presso le corti di altri membri femminili della casa reale era chiamato hovmästarinna.
La posizione era la più alta che una cortigiana potesse avere nella corte reale svedese, e la överhovmästarinna era classificata come eccellenza, cosa insolita per una donna nel XVII secolo, che la poneva subito dopo i membri femminili della casa reale in termini di rango. Il suo ruolo era quello di mantenere l'etichetta a corte e ricevere ed eseguire le istruzioni della regina nella gestione della corte. Gestiva l'impiego di nuovi membri alla corte della regina, e ogni incontro e lettera alla regina passava attraverso di lei. Gestiva anche la cerimonia della presentazione di corte, in cui i nobili venivano presentati alla famiglia reale e quindi autorizzati a mostrarsi ufficialmente a corte. Poteva anche rappresentare la regina in alcune occasioni alle cerimonie e alle feste di corte come ospitante.

### Caterina Stenbock, 1552–1621
- 1552–1568: Anna Hogenskild

### Karin Månsdotter, 1567–1568
- 1567–1569: Elin Andersdotter

### Caterina Jagellona, 1568–1583
- 1568–1583: Karin Gyllenstierna

### Gunilla Bielke, 1585–1597
- 1587–1592: Kerstin Oxenstierna

### Cristina di Holstein-Gottorp, 1604–1625
- 1604–1608: Carin Ulfsdotter Snakeborg
- 1608–1612: Gunilla Jönsdotter Struss
- 1612–1619: Carina Kyle

### Maria Eleonora del Brandeburgo, 1620–1655
- 1620–1623: Hebbla Eriksdotter Stålarm
- Caterina di Schnideck
- Regina Caterina von Windisch-Grätz
- 1628–1633: Brita Gylta
- 1633–1634: Ebba Leijonhufvud
- 1634–1639: Elisabetta Gyllenstierna
- 1639–1640: Christina Posse
- 1640–1649: Vacante
- 1649–1655: Görvel Posse

### Cristina di Svezia, 1632–1654
Durante il regno di Cristina, l'ufficio era spesso condiviso da più persone.
- 1633–1634: Ebba Leijonhufvud
- 1634–1639: Elisabetta Gyllenstierna
- 1639–1642: Ebba Ryning (insieme a Beata Oxenstierna)
- 1639–1647: Beata Oxenstierna (insieme a Ebba Ryning)
- 1644–1648: Margareta Brahe (insieme a Kerstin Bååt)
- 1645–1650: Kerstin Bååt (insieme a Margareta Brahe)
- 1650: Barbro Fleming (insieme a Maria Sofia De la Gardie)
- 1651–1654: Maria Sofia De la Gardie (insieme a Barbro Fleming)

### Edvige Eleonora di Holstein-Gottorp, 1654–1715
- 1655–1660: Elisabet Carlsdotter Gyllenhielm
- 1660–1664: Görwel Bååt
- 1664–1671: Görvel Posse
- 1671–1686: Occa Maria Johanna von Riperda
- 1686–1715: Märta Berendes (posizione equivalente alla corte delle principesse nel 1687–1717)

### Ulrica Eleonora di Danimarca, 1680–1693
- 1680–1693: Maria Elisabetta Stenbock

### Ulrica Eleonora di Svezia, 1718–1741
- 1717–1736: Katarina Ebba Horn af Åminne
- 1736–1741: Hedvig Elisabet Strömfelt (posizione equivalente alla principessa ereditaria nel 1744–1751)

### Luisa Ulrica di Prussia, 1751–1782
- 1751–1751: Hedvig Elisabet Strömfelt
- 1751–1754: Ulrika Sparre
- 1754–1761: Ulrica Catharina Stromberg
- 1761–1765: Ulrica Juliana Gyllenstierna
- 1765–1771: Brita Stina Sparre
- 1771–1782: Fredrika Eleonora von Düben

### Sofia Maddalena di Danimarca, 1771–1813
- 1771–1777: Anna Maria Hjärne
- 1777–1780: Ulrika Strömfelt
- 1780–1795: Charlotta Sparre
- 1795–1813: Hedvig Eva De la Gardie

### Federica di Baden, 1797–1809
- 1795–1805: Hedvig Catharina Piper
- 1805–1810: Lovisa Sophia von Fersen

### Edvige Elisabetta Carlotta di Holstein-Gottorp, 1809–1818
- 1809–1810: Lovisa Sophia von Fersen
- 1811–1818: Christina Charlotte Stjerneld
- 1818–1818: Caroline Lewenhaupt
- 1818–1818: Charlotte Aurora De Geer

### Désirée Clary, 1823–1861
- 1823–1829: Marcelle Tascher de la Pagerie
- 1829–1844: Vilhelmina Gyldenstolpe

### Giuseppina di Leuchtenberg, 1844–1876
- 1844–1866: Charlotte Skjöldebrand

### Luisa dei Paesi Bassi, 1859–1872
- 1859–1860: Stefanie Hamilton
- 1860–1869: Wilhelmina Bonde
- 1871–1872: Anne-Malène Wachtmeister

### Sofia di Nassau, 1872–1907
- 1872–1879: Elisabetta Augusta Piper
- 1880–1890: Malvina De la Gardie
- 1890–1907: Ebba Åkerhielm

### Vittoria di Baden, 1907–1930
- 1907–1908: Vacante
- 1908-1930: Augusta Lewenhaupt

### Nessuna regina
- 1930–1938: Augusta Lewenhaupt
- 1938–1950: Louise Rålamb

### Luisa Mountbatten, 1950–1965
- 1950–1956: Louise Rålamb
- 1956–1965: Astrid Rudebeck

### Nessuna regina
- 1965–1973: Astrid Rudebeck

### Silvia di Svezia, 1976–in carica
- 1994–2015: Alice Trolle-Wachtmeister
- 2016–in carica: Kirstine von Blixen-Finecke